# سلیمان یوداکوف
سلیمان یوداکوف (تاجیکی: Сулаймон Александрович Юдаков؛ ۱۴ آوریل ۱۹۱۶ – ۵ نوامبر ۱۹۹۰) آهنگساز اهل اتحاد جماهیر شوروی سوسیالیستی بود. وی موسیقی متن فیلم کاوه آهنگر را ساخته بود.
وی برندهٔ جوایزی همچون نشان پرچم سرخ کار شده‌است.